# Taylor Swift
Taylor Alison Swift (West Reading, Pennsylvania, 13. prosinca 1989.) američka je kantautorica. Njezina diskografija obuhvaća više žanrova, a njezino narativno pisanje pjesama, često nadahnuto njezinim osobnim životom, dobilo je brojne pohvale kritičara i široku medijsku pokrivenost. 
Rođena u Pennsylvaniji, Swift se s četrnaest godina preselila u Nashville, Tennessee kako bi započela karijeru u country glazbi. Na glazbenu scenu country-a probila se svojim debitantskim studijskim albumom Taylor Swift (2006.). Swift se istaknula u country-popu svojim drugim studijskim albumom Fearless (2008.), koji je postao najprodavaniji album 2009. godine u Sjedinjenim Američkim Državama, dobio je četiri Grammya, a Swift je postala najmlađim dobitnikom nagrade za album godine. Swiftin treći studijski album, Speak Now (2010.), spojio je country pop s elementima rocka, uključujući singlove s Top 10 liste "Mine" i "Back to December".
Njezin četvrti album Red (2012.), s kojim Taylor počinje eksperimentirati s drugim žanrovima, donio je uspješne singlove "We Are Never Ever Getting Back Togeather", "I Knew You Were Trouble" i "22". Prešla je na synth-pop sa svojim petim studijskim albumom, 1989. (2014.), a elektro-pop zvuk proširila je na svoja sljedeća dva studijska albuma, Reputation (2017.) i Lover (2019.), koji su prihvatili urbani i retro stil. Tri albuma izredala su niz međunarodnih pet najboljih singlova, uključujući "Shake It Off", "Blank Space", "Bad Blood", "Look What You Made Me Do" i „ Me!".
Swift je 2020. eksperimentirala s folkom i alternativnim rockom na svome osmom i devetom studijskom albumu Folklore i Evermore, čiji su glavni singlovi "Cardigan" i "Willow" dospjeli na vrhove ljestvica. Swift je također iste godine objavila dokumentarne filmove Miss Americana i Folklore: The Long Pond Studio Sessions. Swift je oborila rekorde streaminga svojim desetim albumom Midnights (2022.) i njegovim singlom "Anti-Hero".
S prodajom od preko 50 milijuna albuma i 200 milijuna primjeraka diljem svijeta, Swift je jedna od najprodavanijih glazbenih umjetnika zabavne glazbe. Njezina nagrade uključuju 11 nagrada Grammy (uključujući tri pobjede na albumu godine, a time dijeli mjesto za najviše pobjeda umjetnika), nagradu Emmy, 35 Guinnessovih rekorda, 32 AMA-ine nagrade (najviše pobjeda umjetnika) i 25 nagrada Billboard Music Awards (najviše osvojenih u kategoriji žena ). Zauzela je osmo mjesto na Billboardovoj ljestvici najboljih umjetnika svih vremena, a kao autorica pjesama prepoznata je u 100 najvećih tekstopisaca svih vremena prema izboru Rolling Stonea 2015. Također su je imenovali Billboardovom ženom desetljeća (2010.-e), a American Music Awards umjetnicom desetljeća (2010.-e).

## Životopis

### Rani život
Swift je rođena u Readingu, Pennsylvania. Kćer je Scotta Swifta i njegove žene Andree, koja je domaćica. Ima mlađeg brata, Austina. Dobila je ime po američkome kantautoru Jamesu Tayloru. Prve je godine svog života provela na farmi božićnih drvca koju je njezin otac kupio od jednog od svojih klijenata. Pohađala je predškolsku i vrtićku školu Alvernia Montessori, koju vode franjevačke redovnice, prije nego što je prešla u školu Wyndcroft. Obitelj se potom preselila u iznajmljenu kuću u predgrađu Wyomissing, u Pennsylvaniji, gdje je pohađala srednju školu Wyomissing Junior.
Kad je bila u četvrtom razredu, Swift je dobila nacionalnu nagradu za poeziju, napisala je "Monster In My Closet" ["Čudovište u mom ormaru"]. S deset godina počela je pisati pjesme i pjevati na karaoke natjecanjima, festivalima i sajmovima oko njenog rodnog grada. Jednog ljeta, posvetila se pisanju romana s 350 stranica, koji ostaje neobjavljen Njen prvi pravi nastup bio je na Bloomsburg Fair sajmu.

### Album prvijenacTaylor Swift(2006. – 2008.)
Sredinom 2006. godine Swift je objavila svoj prvi singl "Tim McGraw", koji se plasirao na 6. mjestu Billboardove Hot Country Songs ljestvice. Svoj prvi studijski album pod imenom Taylor Swift objavila je 24. listopada 2006. godine. Swift je napisala sve pjesme na albumu, koji je debitirao na ljestvici Billboard 200 na 19. mjestu, s prodajom od 39.000 primjeraka u prvom tjednu. Kasnije se album plasirao na prvom mjestu ljestvice Billboard Top Country Albums i petom mjestu ljestvice Billboard 200. Album se držao osam tjedana na vrhu ljestvice, a jedini izvođači koji su to još uspjeli su The Dixie Chicks i Carrie Underwood. Taylor Swift je proveo najviše vremena na ljestvici Billboard 200 od svih albuma iz 2000-ih. Ostali singlovi s albuma su "Teardrops On My Guitar", "Picture To Burn", "Should've Said No" i "Our Song".

### Fearless(2008. – 2009.)
Swiftin drugi studijski album, Fearless, objavljen je 11. studenog 2008. Tijekom 2008. i 2009. objavljeno je pet singlova: "Love Story", "White Horse", "You Belong with Me" i "Fifteen". "Love Story", vodeći singl, zauzeo je četvrto mjesto na Billboard Hot 100 i prvo mjesto u Australiji. "You Belong with Me" bio je singl na albumu s najboljim pozicijama na ljestvicama. Fearless je debitirao na prvom mjestu Billboarda 200 i bio je najprodavaniji album 2009. u SAD-u. Fearless Turneja, Swiftina prva glavna koncertna turneja, zaradila je preko 63 milijuna dolara. 2009. glazbeni video za "You Belong with Me" proglašen je za najbolji ženski video na MTV Video Music Awards. Njezin govor tijekom prihvaćanja nagrade prekinuo je reper Kanye West, incident koji je postao široke medijske pozornosti i mnogih internetskih memova. Billboard ju je proglasio umjetnicom godine 2009.
Na 52. godišnjoj dodjeli Grammyja, Fearless je proglašen albumom godine i najboljim country albumom, a "White Horse" najboljom country pjesmom i najboljom ženskom vokalnom izvedbom. Swift je postala najmlađom umjetnicom koji je osvojio album godine. Na dodjeli nagrada Country Music Association 2009. Swift je osvojio album godine za Fearless i proglašena je zabavljačem godine, najmlađom osobom koja je osvojila tu čast. Dok je snimala svoj filmski prvijenac, Valentine's Day u listopadu 2009., Swift je započela romantičnu vezu s glumcem Taylor Lautner; razišli su se kasnije te godine. Swift je objavila pjesmu "Today Was a Fairytale", koja je poslužila kao promotivni singl za film Valentine's Day. Pjesma je debitirala na drugoj poziciji američke ljestvice singlova, time je postala njen šesti singl koji se popeo na jedno od prvih 10 mjesta te ljestvice. Prema Nielsen SoundScanu pjesma je prodana u 325 000 primjeraka u prvom tjednu. Kasnije te godine, Swift je vodila jednu emisiju i nastupila kao glazbeni gost u epizodi Saturday Night Live; bila je prva voditeljica koja je napisala vlastiti uvodni monolog.

### Speak Now(2010. – 2011.)
U srpnju 2010 godine, časopis Billboard objavio je da će se Taylorin novi album zvati Speak Now.  Album je objavljen 25. listopada 2010. godine i debitirao je na prvom mjestu američke ljestvice s prodanih više od milijun primjeraka u prvom tjednu od objavljivanja. Taylor je cijeli album napisala potpuno sama, nakon kritika i sumnji da nije sudjelovala u pisanju pjesama na svom prethodnom albumu. Prvi singl s albuma  "Mine" objavljen je u kolovozu 2010. godine i plasirao se na trećem mjestu na Billboard 100 ljestvici. Ostali singlovi s albuma su "Back To December", "Mean", "The Story Of Us", "Sparks Fly" i "Ours".
2011. započela je i popratna koncertna turneja Speak Now World Tour, Swift je posjetila Singapur gdje je održala prvi koncert azijskog dijela svoje prve svjetske turneje. Nakon zadnjeg koncerta u Hong Kongu. Swift je održala koncerte u Europi i Americi. Swiftin prvi live album, Speak Now World Tour: Live, je objavljen 21. studenog 2011. Tri koncerta na njenoj svjetskoj turneji su morali biti otkazani jer je Swift dobila bronhitis. Swift je pozvala mnoštvo muzičara da pjevaju s njom tokom američkog dijela turneje, uključujući pjevače-tekstopisce James Taylor, Jason Mraz i Shawn Colvin, pop zvijezde Justin Bieber i Selena Gomez, reperi Nicki Minaj, Usher, Flo Rida i T.I., rock zvijezde Jim Adkins i Hayley Williams te country zvijezde Ronnie Dunn, Darius Rucker, Tim McGraw i Kenny Chesney.
U listopadu 2011. Swift je nazvana tekstopiscom/izvođačem godine asocijacije Nashvilških tekstopisaca. Tokom ceremonije, izvela je akustičnu verziju "Where Were You (When the World Stopped Turning)" u čast Alanu Jacksonu. U prosincu 2011. Swift je izdala pjesmu "Safe & Sound", koju je napisala i snimila zajedno s folk-country duom The Civil Wars. "Safe & Sound" i "Eyes Open" su se pojavili na soundtracku filmskog hita iz 2012. "The Hunger Games".
Na 54. dodjeli Grammyja, 12. veljače 2012. Swiftina pjesma "Mean" je osvojila nagradu za Najbolju country pjesmu te za najbolju country solo izvedbu. Izvela je tu pjesmu tokom dodjele nagrada, i taj nastup je dobio pozitivne kritike.
1. travnja 2012. Akademija country glazbe proglasila je "Zabavljačem godine" drugi put zaredom. Swift se pojavljuje na pjesmi "Both of Us" s drugog albuma repera B.o.B.-a "Strange Clouds", koji je izdan 1. svibnja 2012. godine.

### Red(2012. – 2013.)
U kolovozu je objavila "We Are Never Ever Getting Back Together" - prvi singl s njezinog četvrtog studijskog albuma Red, koji je posao hit diljem svijeta i postao njezin prvi broj jedan na Billboard 100 ljestvici. Swift je objavila drugi singl "Begin Again" s albuma u listopadu. Pjesma je dosegnula broj sedam na Billboard Hot 100. Ostali singlovi izdani iz albuma uključuju: "I Knew You Were Trouble", "22", "Everything Has Changed", "The Last Time" i "Red". "I Knew You Were Trouble" pjesma je doživjela veliki komercijalni uspjeh. Pjesma "22" postala je kulturalni moment za slavljenike 22. rođendana.
Album je izašao 22. listopada 2012. te uključuje nove žanrove, kao što su rock, dubstep i dance-pop. Album je postigao kritički, ali i komercijalan uspjeh i debitirao na prvom mjestu na Billboard 200. Red je bio nominiran za album godine na dodjelama Grammy-a, ali su nagradu dobili Daft Punk za svoj album Random Access Memories. Ovaj gubitak jedan je od motiva za Swiftin sljedeći album - 1989.
Godine 2013. Swift je napisala pjesmu "Sweeter Than Fiction" s Jackom Antonoffom za soundtrack One Chance i dobio nominaciju za najbolju originalnu pjesmu na 71. nagradi Golden Globe.  Također je pružila gostujuće vokale za pjesmu Tima McGrawa "Highway Don't Care".  Izvan glazbe, Swift je dala svoj glas animiranom liku po nazivu Audrey, ljubavnicu stabla, u animiranom filmu The Lorax (2012).

### 1989(2014. – 2016.)
U ožujku 2014. Swift se preselila u New York. Oko tog vremena radila je na svom petom studijskom albumu 1989., s piscima Antonoff, Martin, Shellback, Imogen Heap, Ryan Tedder i Ali Payami. Promovirala je album kroz različite kampanje, uključujući pozivanje fanova na tajna druženja u svoje kuće kako bi im unaprijed pokazala album. Poznat kao njezin "prvi službeni pop-album", 1989 označava odmak od njezinih prethodnih country albuma i danas se smatra njenim najuspješnijim albumom. Album je objavljen 27. listopada 2014. te je primio pozitivne kritike. 1989. Svjetska turneja je zaradila 250 milijuna dolara i postala je jedna od najvećih turneja desetljeća.
1989. prodao je 1.28 milijuna primjeraka u SAD-u tijekom prvog tjedna izdanja i debitirao na vrhu Billboarda 200. Od lipnja 2017. godine 1989. prodao je više od 10 milijuna primjeraka diljem svijeta. Prvi singl albuma "Shake It Off" objavljen je u kolovozu 2014. i debitirao na prvom mjestu na Billboard Hot 100. Drugi singlovi su "Blank Space" i "Bad Blood" (s Kendrickom Lamarom), "Style" i "Wildest Dreams", "Out of the Woods" i "New Romantics". Glazbeni spot za "Blank Space" ubrzo je postao najbrži video koji je došao do milijarde pregleda na YouTubeu. "Blank Space" i "Bad Blood" osvojili su četiri priznanja na dodjeli nagrada MTV Video Music Awards 2015.
Swiftina turneja, 1989 World Tour, koja se održavala od svibnja do prosinca 2015., zaradila je više od 250 milijuna dolara, a postala je jedna od najuspješnijih turneja svih vremena. Nakon uspjeha albuma, Swift je napravila kratku stanku jer je njena reputacija imala snažan preokret tijekom 2016. godine. Swift se vratila krajem te godine s novom pjesmom zajedno s pjevačem Zayn Malikom s pjesmom "I Don't Wanna Live Forever" koju su snimili kao soundtrack za film "Pedeset nijansi mračniji" koji je izašao sljedeće godine. Pjesma je postala hit diljem svijeta i dosegla je 2. mjesto na Billboard 100 ljestvici.
Na Grammy nagradama u veljači 2016. osvojila je tri nagrade među kojima i onu najprestižniju, nagradu album godine za "1989". Time je postala prva žena kojoj je to uspjelo dvaput (Adele je taj uspjeh izjednačila sljedeće godine). Također osvojila je i nagradu za najbolji pop vokalni album te najbolji glazbeni spot za "Bad Blood".

### Reputation(2017. – 2018.)
U kolovozu 2017. Swift je osvojila slučaj u suđenju Davidu Muelleru, bivšem voditelju jutarnje emisije za Denverovo KYGO-FM. Prije četiri godine Swift je obavijestila Muellerove šefove da ju je napao tako što ju je zgrabio za lijevi dio stražnjice tijekom slikanja nakon koncerta tijekom Red turneje. Nakon što je dobio otkaz, Mueller je optužio Swift da laže i tuži je zbog toga što ga je izgubio posao. Ubrzo nakon toga, Swift je tužila njega zbog seksualnog zlostavljanja za simboličih $1. Žiri je odbacilo Muellerove tvrdnje i presudio u korist Swift.
Swift je ubrzo nakon toga izbrisala sve slike i postove sa svojih računa na društvenim mrežama i par dana nakon toga najavila da će 10. studenog 2017. objaviti svoj šesti studijski album "Reputation". Ovaj "social media blackout" prije novog albuma je, zahvaljujući Swift, sljedećih nekoliko godina postao trend u glazbenoj industriji. Prvi singl albuma "Look What You Made Me Do" objavljen je 24. kolovoza 2017., a smatra se jednom od najznačajnijih povratničkih pjesama u povijesti. Nakon toga su izašli "...Ready For It?" i "Gorgeous". Prije samog izlaska albuma izašao je četvrti singl pod nazivom "Call It What You Want" koji je imao dosta sporiji tempo za razliku od ostalih singlova s albuma.
Album je izašao 10. studenog 2017. godine i osvojio dobre recenzije. Početkom 2018. godine, Taylor je snimila spot za svoj novi singl "End Game", a u ožujku za pjesmu "Delicate" koja je cijelo ljeto rušila rekorde.
U travnju 2018., Swiftina pjesma s bendom Sugarland po nazivu "Babe" izašla je na njihovom novom albumu. Swift je tu pjesmu prvo napisala za svoj album Red.
Reputation Stadium Tour je počela 8. svibnja 2018. u Glendalu, a završila je 21. studenog 2018. Turneja je obuhvaćala koncerte u SAD-u, Kanadi, Velikoj Britaniji, Irskoj, Japanu, Novom Zelandu i Australiji. Reputation Stadium turneja je srušila rekorde prilikom samog početka, proglašena je najuspješnijom turnejom ženske izvođačice i srušila rekorde u više stadiona. Na American Music Awards 2018, Swift je osvojila nagradu za turneju godine, umjetnika godine, omiljenog pop / rock ženskog izvođača i omiljenog pop / rock albuma za reputation. S ukupno 23 nagrade, postala je najnagrađivanija ženska izvođačica u povijesti AMA-a, rekord koji je prethodno držala Whitney Houston. Reputation je također bio nominiran za nagradu Grammy u kategoriji najboljeg pop albuma kojeg na kraju nije osvojio.
Reputation je bio Swiftin posljednji album pod njezinim 12-godišnjim ugovorom s Big Machine Records. 19. studenoga 2018. Swift je potpisala novi ugovor na više albuma s distributerom tvrtke Universal Music Group, te će njezini budući albumi biti promovirani u izdanju Republic Records. Swift je navela da ugovor sadrži odredbe koje joj omogućuju da zadrži vlasništvo nad svojim pjesmama. Također, Swift se kroz svoj ugovor izborila za prava svih ostalih izvođača pri zaradi na streaming platformama poput Spotify.
Krajem 2018. godine objavljeno je kako će Swift glumiti kao Bombalurina u filmskoj adaptaciji glazbenih Mačaka (Cats), koji je izašao 2019. godine.

### Lover(2019.)
Taylor je javno izjavila prilikom u 2018. godini kako je jako uzbuđena za sljedeće poglavlje u svome životu te kako jedva čeka da izađe novi album koji trenutno skriva od javnosti. Krajem veljače 2019. godine fanovi su počeli teoretizirati, temeljeći se na Swiftinom Instagramu 24. veljače, o sedmom albumu pjevačice. Swifties, naziv za fanove Taylor Swift, su primijetili da je u Swiftinom natpisu bilo točno sedam palminih emojija, što znači da je TS7 (kratica za sedmi studijski album Taylor Swift) neizbježan. Također su istaknuli da na fotografiji ima 61 zvijezda - a kako se ispostavilo, između 24. veljače, kada je postavljena originalna Instagram fotografija, i 26. travnja je točno 61 dan.
Nakon što je u ožujku iste godine osvojila nagradu za turneju godine tijekom iHeartRadio Music Awardsa, Swift se obratila teorijama kako će uskoro objaviti novu glazbu i zahvalila svojim fanovima što su bili tako pažljivi. Rekla je: "Kada bude nova glazba, vi ćete prvi saznati." Teorija o 61 zvijezde kao odbrojavanje do 26. travnja ima veze s novom glazbom je potvrđena 13. travnja 2019. na Swiftinom Instagram profilu. 17. travnja Swift je postala jedna od 100 najutjecajnijih ljudi u TIME-ovom časopisu.
U ponoć (6 sati CET) 26. travnja 2019. objavila je novu pjesmu pod nazivom "ME!" s Brendanom Uriejem iz benda Panic! At The Disco. To je Swiftina prva pjesma pod oznakom Republic Records nakon što je preovela dvanaest godina s Big Machine Records.
13. lipnja preko Instagram Livestream-a, Swift je potvrdila naziv albuma (Lover) te je najavila kako će par sati kasnije izaći njen novi singl pod imenom "You Need To Calm Down", a istoimeni video spot je izašao 17. lipnja. 23. srpnja Swift je objavila promotivni singl s albuma, pod nazivom "The Archer" koju je stavila na album pod brojem 5 koji inače uvijek zauzima najemotivnija pjesma na albumu kada je u pitanu Swift. 16. kolovoza objavila je naslovnu pjesmu albuma, Lover, kao svoj treći singl s albuma te je 22. kolovoza objavila video spot za pjesmu.
Na MTV Video Music Awards 2019. videi za pjesmu "Me!" i "You Need To Calm Down" dobili su dvanaest nominacija. "Me!" osvojio je najbolje vizualne efekte, a "You Need To Calm Down" osvojio je video godine i video za učinjeno dobro.
U lipnju 2019. godine glazbeni menadžer Scooter Braun kupio Big Machine, bivšu diskografsku kuću Swift, uključujući puno vlasništvo za njena prva šesta albuma. Swift je svoje nezadovoljstvo izrazila u Tumblr postu, rekavši da je godinama pokušavala kupiti vlasništvo nad svojom glazbom te je opisala Brauna kao "manipulativnog nasilnika" koji je sudjelovao u rušenju njezinog ugleda 2016. godine. Swift je u kolovozu najavila planove za ponovno snimanje starih albuma koje će tek biti moguće od studenog 2020.

U studenom 2019. godine Swift i Andrew Lloyd Webber napisali su originalnu pjesmu "Beautiful Ghosts" za film Mačke (2019), koja je na 77. dodjeli nagrada Zlatni globus dobila nominaciju za najbolju originalnu pjesmu. Također je u prosincu iste godine snimila i objavila božićni singl "Christmas Tree Farm".

### Lover Fest, FolkloreiEvermore(2020.)
U siječnju 2020. godine Taylor je na Netflixu objavila dokumentarac Miss Americana, koji prati njen kreativni i društveni razvoj od početka karijere. Uz dokumentarac, Swift je objavila i politički nastrojenu pjesmu "Only The Young". U veljači 2020. Swift je objavila pjesmu "The Man" kao četvrti singl s albuma Lover.
U ožujku 2020. godine zbog velike epidemije korona virusa svi datumi za koncertnu turneju Lover Fest su otkazani do danjeg.
Zbog epidemije korona virusa, Swift je bila prisiljena otkazati svoju svjetsku turneju Lover Fest te je zbog toga imala dosta slobodnog vremena koje je, kako je izjavila, provela pisanjem novih pjesama. 23. srpnja najavila počela je objavljivati nove fotografije na svome Instagram profilu koje zajedno predstavljaju jednu fotografiju koju je posebno objavila. Ispod nje je napisala "Većinu stvari koju sam ovo ljeto planirala nisu se ostvarile, također nisam planirala nešto što se na kraju ostvarilo, a to je moj osmi studijski album, folklore". Album je izašao 24. srpnja 2020. godine te sadrži 16 originalnih pjesama te jednu pjesmu na deluxe verziji albuma. Također, iste večeri Swift je najavila kako izlazi njen novi singl pod imenom "Cardigan". Video spot za pjesmu je izašao u ponoć iste večeri.
Iste godine, samo pet mjeseci kasnije, Swift je izbacila deveti studijski album pod nazivom "evermore" koji je "sestrinski" album Swiftinog prijašnjeg albuma, "foklore". Glavni singl pod nazivom "willow" izašao je, 11. prosinca 2020. godine, istog dana kada i album. Album sadrži 15 pjesama i 2 dodatne pjesme na deluxe verziji albuma.
U ožujku 2021. Taylor Swift je za album folklore osvojila svoju jedanaestu Grammy nagradu, a ujedno i treću za album godine. Time je sa svoje tri pobjede u toj kategoriji (2010., 2016., 2021.) izjednačila rekord za najviše osvojenih albuma godine, a također ga drže Frank Sinatra i Stevie Wonder. Ujedno je postala i žena s najviše pobjeda u toj kategoriji koja se često drži najprestižnijom Grammy nagradom.

### 2021–danas: Ponovno snimanje albuma iMidnights
Nakon rasprave o vlasništvima na prijašnjim albumima, Swift je 2021. izdala dva presnimljena albuma, dodajući "Taylor's Version" njihovim naslovima. Prvi, Fearless (Taylor's Version), zauzeo je vrh Billboardove ljestvice 200, postavši prvi presnimljeni album kojemu je to uspjelo. Tri pjesme su objavljene kao promocija albuma: "Love Story (Taylor's Version)", "You All Over Me" s Maren Morris i "Mr. Perfectly Fine". Druga presnimka Red (Taylor's Version) objavljena je 12. studenog. Posljednja pjesma albuma, "[[All Too Well (pjesma Taylor Swift)|All Too Well (10 Minute Version)]]" — popraćena istoimenim kratkim filmom koji je režirala Swift - debitirala je na prvom mjestu Hot 100, postavši najduža pjesma u povijesti na vrhu ljestvice. Swift je proglašena najplaćenijom glazbenicom 2021., a njezini albumi iz 2020. i presnimke rangirani su među 10 najprodavanijih albuma godine. U svibnju 2021. Swift je dobila nagradu Global Icon Award Brit Awards i nagradu Songwriter Icon Award Nacionalne udruge glazbenih izdavača.
Swift je dodatno objavila "Wildest Dreams (Taylor's Version)" 17. rujna 2021. i "This Love (Taylor's Version)" 6. svibnja 2022. Izvan svojih albuma, sudjelovala je na četiri pjesme od 2021. do 2022.: "Renegade" i "Birch" od Big Red Machine, remiks Haimove "Gasoline" i "The Joker and the Queen" Eda Sheerana. U 2022., Swift je objavila "Carolina" kao dio soundtracka misteriozne drame Where the Crawdads Sing, i pojavila se u komediji Amsterdam.
Osvojila je tri nagrade na dodjeli MTV Video Music Awards 2022. 28. kolovoza 2022., uključujući i Video godine (za All Too Well: The Short Film) po rekordan treći put. U svom zahvalnom govoru, najavila je da će objaviti svoj nadolazeći deseti studijski album 21. listopada 2022., a nekoliko sati kasnije otkrila je naslov Midnights.

## Privatni život
Iako je poznata po pisanju pjesama o svojim bivšim vezama, Taylor nikada nije potvrdila ili negirala o kome su njeni stihovi. Swift često ostavlja obožavateljima tragove u pjesmama da bi otkrili o kome je napisana.
Godine 2008., Swift je bila u vezi s pop pjevačem Joem Jonasom, koja je završila u listopadu te godine. Godine 2009., pokrenula je glasine da izlazi s glumcem Taylorom Lautnerom tijekom monologa dok je vodila Saturday Night Live. O pjesmi "Back To December" s njenog albuma Speak Now, koju je Swift opisala kao pjesmu isprike, špekuliralo se da je posvećena Lautneru.
Krajem 2010. godine, počela je vezu s glumcem Jakeom Gylleanhaalom. Prekinuli su početkom 2011. godine. Glavni singl sa Swiftinog studijskog albuma Red, "We Are Never Ever Getting Back Together", bila je o prekidu s Gylleanhaalom. Swift je namjerno nastojala napisati zaraznu pop pjesmu, jer Gylleanhall ne voli pop.
Početkom 2012 godine pjevačica je bila u vezi s Harryjem Stylesom pjevačem One Directiona. Svoju romansu su završili početkom 2013 godine. Na petom studijskom albumu, 1989, Taylor je napisala pjesmu "Out Of The Woods" koja je posvećena Stylesu. Također se misli kako je pjesma "Style" isto o Stylesu.
U 2015. godini Swift je bila u vezi s poznatim DJ-om, Calvin Harrisom s kojim je bila u vezi malo više od godinu dana. Nakon njihovog prekida, Harris je obajvljivao na društvenim mrežama ružne stvari od Swift te se iz toga vidjelo kako je Swift prekinula s Calvinom. Zajedno su napisali hit pjesmu This Is What You Came For koju pjeva Rihanna. Par dana nakon toga prekida, Swift je prohodala s Tom Hiddlestonom s kojim je u vezi bila cijelo ljeto 2016. dok nije prekinula s njim . Swift je na studijskom albumu Reputation imala pjesmu pod imenom "Getaway Car" u kojoj je "priznala" kako je htjela prekinuti s Harrisom, ali nije znala kako, rekla je "I needed a reason". Iako u pjesmi nije imenovala Harrisa i Hiddlestona, iz same perspektive pjesme se moglo zaključiti da se radi o tome prekidu.
U rujnu 2016. godine Swift je prohodala s glumcem Joe Alwynom s kojim je bila u dugogodišnjoj vezi. Brojne ljubavne pjesme s albuma reputation i Lover su upravo o Alwynu.
Trenutno je u vezi s Travisom Kelceom igračem američkog nogometa, koji po majci ima hrvatske korijene.
Swift ima jako dobar odnos sa svojim obožavateljima, koje često pamti po imenu. Od albuma 1989 do albuma Lover, Taylor je mjesec dana prije izlaska albuma održala "tajna okupljanja" na koja bi pozvala fanove koje je same odabrala na društvenim mrežama i pokazala im album unaprijed. Taylor ima 3 mačke - Meredith (nazvanu po Meredith Gray iz serije Uvod u anatomiju), Oliviu (nazvanu po Oliviji Benson iz serije Zakon i red: Odjel za žrtve) i Benjamina (nazvanog po Benjaminu Buttonu iz istoimenog filma).

## Diskografija
| Studijski albumi - Taylor Swift (2006.) - Fearless (2008.) - Speak Now (2010.) - Red (2012.) - 1989 (2014.) - Reputation (2017.) - Lover (2019.) - Folklore (2020.) - Evermore (2020.) - Midnights (2022.) - The Tortured Poets Department (2024.) | Reizdani studijski albumi - Fearless (Taylor's Version) (2021.) - Red (Taylor's Version) (2021.) - Speak Now (Taylor's Version) (2023.) - 1989 (Taylor's Version) (2023.) |

## Koncert turneje
- Fearless Tour (2009–2010)
- Speak Now World Tour (2011–2012)
- Red Tour (2013–2014)
- The 1989 World Tour (2015)
- Reputation Stadium Tour (2018)
- Lover Fest (2020) - otkazano zbog koronavirusa
- The Eras Tour (2023)

## Filmografija
| Godina | Film                                      | Uloga                         | Bilješke                                                                                  |
| ------ | ----------------------------------------- | ----------------------------- | ----------------------------------------------------------------------------------------- |
| 2009.  | Jonas Brothers: The 3D Concert Experience | sama sebe                     | cameo uloga                                                                               |
| 2009.  | CSI: Crime Scene Investigation            | Haley Jones                   | Epizoda "Turn, Turn, Turn"                                                                |
| 2009.  | Hannah Montana: The Movie                 | Pjevačica koja pjeva u lokalu | cameo uloga                                                                               |
| 2009.  | Saturday Night Live                       | sama sebe                     | glazbena gošća                                                                            |
| 2009.  | Speak Now World Tour – Live               | sama sebe                     | Koncertni film                                                                            |
| 2010.  | Dan zaljubljenih                          | Felicia                       | debitantska filmska uloga                                                                 |
| 2012.  | Lorax                                     | Audrey                        | glas                                                                                      |
| 2013.  | Red Tour                                  | sama sebe                     | Koncerti film (film je otkazan zbog izjava da je redatelj filma bio je seksualni napadač) |
| 2014.  | Davatelj                                  | Rosemary                      | glumi duha jedne žene u njenim mladim danima                                              |
| 2015.  | The 1989 World Tour Live                  | sama sebe                     | Koncertni film snimljen u Sydneyju, Australija, 20 prosinca 2015. godine.                 |
| 2018.  | Road to Reputation                        | sama sebe                     | TV specijal (film)                                                                        |
| 2018.  | Reputation Stadium Tour Live              | sama sebe                     | Koncertni film snimljen u Dallasu, SAD, 5. i 6. rujna 2018. godine                        |
| 2019.  | Cats                                      | Bombalurina (mačka)           | Glazbeni film                                                                             |
| 2020.  | Miss Americana                            | sama sebe                     | dokumentarac                                                                              |
| 2020.  | Taylor Swift City of Lover Concert        | sama sebe                     | Koncertni film snimljen u Parizu, Francuska, rujan 2019. godine                           |
| 2020.  | Folklore: The Long Pond Studio Sessions   | sama sebe                     | Dokumentarni film o pjesmama sa Swiftinog osmog studijskog albuma "folklore".             |
| 2021.  | All Too Well: The Short Film              | Ona, poslije                  | Kratki film napisan i snimljen od strane Swifta                                           |
| 2022.  | Amsterdam (film)                          | Liz Meekins                   | Film                                                                                      |

## Vanjske poveznice
- Službena stranica
- Taylor Swift na Internet Movie Databaseu
- Taylor Swift na Instagramu
- Taylor Swift na Twitteru
- Taylor Swift na Facebooku
- Taylor Swift na Tumblru